# Adelocosa anops
Genre
Espèce
Statut de conservation UICN

 EN B1+2c : En danger
Adelocosa anops, unique représentant du genre Adelocosa, est une espèce d'araignées aranéomorphes de la famille des Lycosidae.

## Distribution

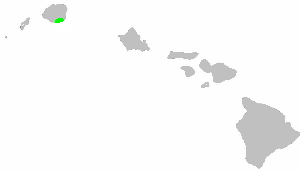
Distribution

Cette espèce est endémique de l'île de Kauai à Hawaï,. Elle se rencontre dans les grottes de Koloa.

## Description
C'est une araignée cavernicole anophtalme. La femelle holotype mesure 14 mm.

## Publication originale
- Gertsch, 1973 : The cavernicolous fauna of Hawaiian lava tubes, 3. Araneae (spiders). Pacific Insects, vol. 15, no 1, p. 163-180 (texte intégral).